# VfJ 08 Paderborn
Der VfJ 08 Paderborn (Verein für Jugendpflege 08 Paderborn e. V.) war ein Sportverein aus Paderborn. Die erste Fußballmannschaft spielte fünf Jahre lang in der höchsten westfälischen Amateurliga. Der VfJ ist ein Vorgängerverein des heutigen SC Paderborn 07.

## Geschichte

### Von der Gründung bis zum Zweiten Weltkrieg (1908 bis 1945)
Der Verein wurde im Dezember 1908 von vier Kaufleuten als FC Preußen Paderborn gegründet. Zwei Jahre später durfte dieser nach einem 5:3-Sieg gegen den VfB 03 Bielefeld dem Westdeutschen Spiel-Verband beitreten. Im Jahre 1911 wurde der VfB Paderborn gegründet, der sich ein Jahr später mit dem FC Preußen zusammenschloss. Dieser Zusammenschluss existierte aber nur kurz. Nach dem Ersten Weltkrieg wurde der VfB Paderborn neu gegründet und ging daraufhin eine kurzzeitige Fusion mit dem TV Jahn Paderborn ein. Schließlich wurde im Jahre 1920 aus dem VfB Paderborn der VfJ 08 Paderborn. Im Jahre 1920 schaffte der VfJ 08 Paderborn mit dem Aufstieg in die Kreisliga Westfalen erstmals den Sprung in die höchste Spielklasse. Durch eine Ligareform, die aus der zweigleisigen Kreisliga eine eingleisige machte, folgte der prompte Abstieg in die Zweitklassigkeit. 
Erst 1926 gelang der Wiederaufstieg in die höchste Spielklasse, die nunmehr 1. Bezirksklasse Westfalen hieß. Im Saisonverlauf musste die Mannschaft unter anderem eine 0:12-Heimniederlage gegen Arminia Bielefeld hinnehmen und beendete die Saison als Vorletzter der Ostgruppe. Als solcher mussten die Paderborner zwei Abstiegsspiele gegen den Vorletzten der Westgruppe Westfalia Scherlebeck aus Herten austragen. Nach einem 2:2 in Paderborn setzte sich die Westfalia im Rückspiel mit 3:2 durch. Erst nach dem dritten Aufstieg in die höchste Spielklasse, die nunmehr Bezirksliga Westfalen hieß, konnte sich der VfJ 08 Paderborn etablieren. Über Platz sieben in der Aufstiegssaison und Platz sechs im Jahr danach erlebte die Mannschaft mit dem fünften Rang der Ostgruppe in der Saison 1932/33 den sportlichen Höhepunkt. 
Allerdings wurde aus der Gruppe nur der Meister Arminia Bielefeld in die neu geschaffene Gauliga Westfalen aufgenommen, während der VfJ 08 Paderborn in der zweitklassigen Bezirksklasse Ostwestfalen weiterspielte. Aus dieser stieg die Mannschaft prompt ab und kehrte erst 1936 zurück. Während des Zweiten Weltkrieges ging der VfJ 08 Paderborn eine Kriegsspielgemeinschaft mit dem Lokalrivalen SV Paderborn ein. Fortan trat man als Sportfreunde Rot-Weiß Paderborn an und wurde 1944 ohne sportliche Qualifikation in die Gauliga Westfalen aufgenommen. Dort besiegte die so genannte „Panzermannschaft“ Union Herford mit 3:0 und den SV 07 Neuhaus gar mit 5:0. Nach diesen Spielen wurde der Spielbetrieb abgebrochen.

### Nachkriegszeit (1945 bis 1968)
Nach Kriegsende gingen der VfJ 08 Paderborn und der SV Paderborn wieder getrennte Wege. Der VfJ 08 Paderborn schaffte 1948 den Aufstieg in die damals zweitklassige Landesliga Westfalen, mithin die höchste Amateurliga. Mit diesem Aufstieg begann eine Zeit, in der die Paderborner zu einer Fahrstuhlmannschaft avancierte. Nach nur einem Jahr ging es zurück in die Bezirksklasse, wo die Mannschaft mit 57:3 Punkten Meister wurde und in die neue 2. Landesliga Westfalen aufstieg. Zwei Jahre später wurde der VfJ 08 Paderborn Staffelsieger, der VfL Schildesche wurde unter anderem mit 9:1 besiegt, scheiterte aber in der anschließenden Endrunde am RSV Lüdenscheid-Höh. Dennoch kehrte die Mannschaft ins westfälische Oberhaus zurück. Die Saison 1953/54 beendeten die Paderborner punktgleich mit der SpVg Beckum, so dass ein Entscheidungsspiel um die Staffelmeisterschaft nötig wurde. Im neutralen Brackwede setzte sich der VfJ mit 2:1 durch und erreichte die Westfalenmeisterschaft. Dort schlug die Mannschaft den VfB Habinghorst mit 6:2 und den FC TuRa Bergkamen 3:0, verlor allerdings gegen den TSV Marl-Hüls mit 0:2 und gegen die Sportfreunde Siegen gar mit 0:4, so dass der VfJ Dritter wurde.
In den folgenden Jahren konnte der VfJ nicht mehr an diesen Erfolg anknüpfen und rutschte ins Mittelmaß zurück. 1956 verpasste die Mannschaft die neu geschaffene Verbandsliga Westfalen und war damit nur noch viertklassig. 1957 stiegen die Paderborn aus der Landesliga ab und boten auf dem heimischen Sportplatz Wilhelmshöhe nur noch Bezirksklassenfußball. Zwar gelang der direkte Wiederaufstieg, ehe es 1960 erneut zurück in die Bezirksklasse ging. Im Saisonverlauf mussten die Paderborner eine 1:10-Niederlage beim TSV Detmold hinnehmen. Zwei Jahre später kehrte der VfJ noch einmal in die Landesliga zurück und mussten erneut als Tabellenletzter wieder absteigen. In der Zwischenzeit hatte der Verein SC Grün-Weiß Paderborn die sportliche Führungsrolle in der Stadt übernommen, während der VfJ 08 Paderborn in der Bezirksklasse spielte. Höhepunkt zu dieser Zeit war ein Freundschaftsspiel im Inselbadstadion gegen den FC Bayern München am 5. Februar 1967 vor 14.000 Zuschauern das die Gäste mit 7:1 gewannen.
Am Saisonende wurden die Paderborner Vizemeister hinter Borussia Lippstadt. Da der SV Paderborn in den 1960er Jahren ebenfalls nicht über die Bezirksklasse herauskam nahmen die Verantwortlichen beider Vereine Verhandlungen über eine Fusion der beiden Clubs auf. Schließlich fusionierten im Jahre 1969 die beiden Clubs zum 1. FC Paderborn. Dank der Meisterschaft des VfJ 08 Paderborn in der Bezirksklassensaison 1968/69 konnte der neu gegründete 1. FC Paderborn den Spielbetrieb in der Landesliga aufnehmen. Am 1. Juli 1985 ging der 1. FC Paderborn im TuS Paderborn-Neuhaus auf, der seit 1997 SC Paderborn 07 heißt.

## Persönlichkeiten
- Wolfgang Holst
- Fritz Machate
- Gerd Roggensack